# MK-0249
MK-0249 je histaminski antagonist koji je selektiv za H3 receptor. Ovo jedinjenje je razvila kompanija Abot laboratorije. Ono može da bude potencijalni lek za kognitivne poremećaje.